# 2 Armia Pancerna (ZSRR)

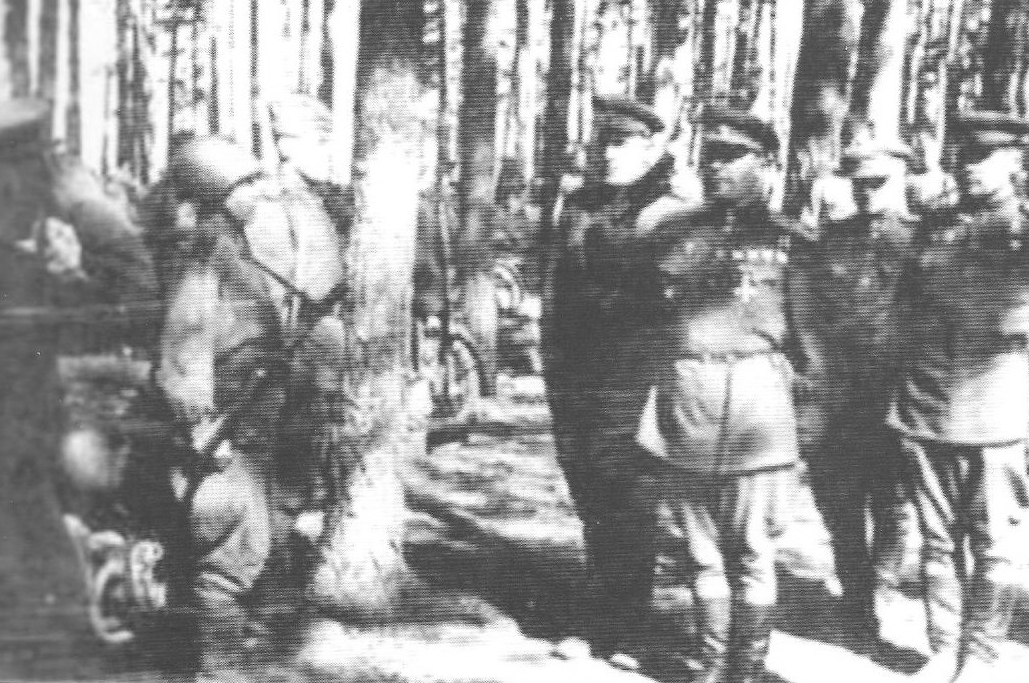
Generał Aleksiej Radzijewski podczas operacji brzesko-lubelskiej

2 Armia Pancerna (ros. 2-я танковая армия) – związek operacyjny Armii Czerwonej z okresu II wojny światowej.

## Historia
W styczniu 1943 utworzono 2 Armię Pancerną pod dowództwem gen. por. wojsk pancernych Prokofija Romanienki, na bazie 3 Armii odwodowej Frontu Briańskiego w składzie: 11 KPanc, 16 KPanc i inne oddziały.
W 1944 uczestnicząc w letniej ofensywie Armii Czerwonej uczestniczyła w zdobyciu Lublina oraz w walkach pod Warszawą.  Nie wykonała postawionych przed nią zadań zaczepnych, a silne przeciwuderzenie niemieckich wojsk pancernych zmusiło ją do przejścia do obrony. Walczący w jej składzie  3 KPanc został częściowo rozbity i odrzucony z rejonu Radzymina i Wołomina. Natomiast pod Warszawą 2 Armia Pancerna  poniosła porażkę, a nie została rozbita jedynie dzięki interwencji dowództwa 1 Frontu Białoruskiego.
Dowódca 2 Armii Pancernej wydał w dniu 1 sierpnia 1944 roku o godzinie 4.30 rozkaz dotyczący przejścia do obrony:
"2 Armia Pancerna przechodzi do obrony na rubieży: Nowa Wieś – Kobyłka – Ossów – Sulejówek – Stara Miłosna – Zbytki. Gotowość do obrony godz. 12.00. Prawe skrzydło armii osłoni się od wschodu i północnego wschodu przed wycofującymi się na zachód oddziałami brzeskiego zgrupowania nieprzyjaciela. Dla osłony tyłów 2 Armii Pancernej dowódca 47 Armii skieruje niezwłocznie ze swego odwodu do rejonu Stanisławowa 260 Dywizję Piechoty. 3 Korpus Pancerny z 220 batalionem saperów zajmie obronę okrężną w pasie Nowa Wieś, Kobyłka, Podleśniakowizna, z zadaniem utrzymania szosy Radzymin – Warszawa i nawiązania nad rzeką Długą styczności z prawym skrzydłem 8 gwardyjskiego korpusu pancernego.
W dniu 20 listopada 1944 otrzymała nazwę 2 Gwardyjskiej Armii Pancernej.
Działania bojowe 2 APanc:
- operacja orłowska (VIII 1943 r.);
- operacja czernichowsko-priniacka (VIII 1943 r.);
- operacja korsuń-szewczenkowska (I-II 1944 r.);
- operacja humańsko-batoszańska (III-IV 1944 r.);
- operacja brzesko-lubelska (VII-VIII 1944 r.);
- operacja wiślańsko-odrzańska (I-II 1945 r.);
- operacja pomorska (III 1945 r.);
- operacja berlińska (IV-V 1945 r.).

## Dowódcy armii
- gen. por. Prokofij Romanienko (I-II 43 r.);
- gen. por. wojsk pancernych Aleksiej Rodin (II-IX 43 r.);
- gen. por. wojsk pancernych, od IV 44 r. gen. płk wojsk pancernych Siemion Bogdanow (IX 43 r.-VII 44 r.);
- gen. mjr Aleksiej Radzijewski (VII 44 r.- I 45 r.);
- gen. płk wojsk pancernych Siemion Bogdanow (po raz drugi) (I-V 45 r.)

## Struktura organizacyjana
Skład w 1943:
- 3 Korpus Pancerny
- 16 Korpus Pancerny.
- 11 Brygada Pancerna Gwardii

Skład w 1944: 
- 3 Korpus Pancerny
- 8 Korpus Pancerny
- 16 Korpus Pancerny.